# Семак, Анастасия Леонидовна
Анастасия Леонидовна Семак (род. 22 июня 1997) — российская регбистка, игрок пермского клуба «Витязь», доброволец пожарно-спасательного центра 245-й пожарной части г. Кубинка, член отряда ОПСО "СпасРезерв" (спасатель 1-го класса).

## Биография

### Регбийная карьера
Кандидат в мастера спорта по самбо, дзюдо и регби. Игровую карьеру начала в командах МГПУ, выступала за студенческий клуб «Славянка». Выступала за регбийные команды МГПУ на Московских студенческих спортивных играх в 2016 и 2017 годах, участвуя в соревнованиях по регби-7 и снежному регби. В 2016 году в составе команды МГПУ «Славянка» завоевала путёвку на чемпионат России, заняв 2-е место на чемпионате Москвы.
Позже в своей карьере Семак выступала за клубы «Спартак», ЦСП «Крылатское», «Торпедо», «Трудовые резервы» и сборную Москвы. Позже перешла в «Славу». В составе команды «ВВА-Подмосковье» выиграла чемпионат России по регби-15. За игровую карьеру перенесла две операции на колене и операцию на плече. Во время восстановления от первой травмы она решила поработать регбийной судьёй по совету одного из иностранных тренеров по регбилиг. Также в качестве тренера работала в «Торпедо», проводя занятия для детей. В 2021 году выступала в чемпионате России по пляжному регби 5x5 за «Славу». В 2022 году в составе команды МГПУ стала чемпионом Московских студенческих спортивных игр по регби-7.

### Спасатель
Вне регби Семак работает на добровольной основе в пожарной части, куда пришла по рекомендации соседа по даче, работавшего спасателем. С 13 лет занималась в «Школе юного спасателя» при учебно-методическом центре ГО и ЧС г. Москвы. В возрасте 18 лет успешно прошла аттестацию, став добровольцем и спасателем общественного поисково-спасательного отряда «СпасРезерв». В 2019 году сдала на аттестацию пожарного. Является в настоящее время добровольным сотрудником 2-го караула 245-й пожарно-спасательной части Одинцовского пожарно-спасательного гарнизона Московской области (г. Кубинка), имеет квалификацию спасателя 1-го класса.
Законодательно женщина не может быть пожарным, поэтому Семак не работает в аппарате, а имеет формально статус добровольца — члена добровольной пожарной команды. Во время спасательных операций она занимается подвозом воды. После нескольких лет работы в добровольной пожарной команде она получила право участвовать в соревнованиях АРИСП — аварийной разведке и спасению пожарных, выступив на двух турнирах.

### Личная жизнь
Семак утверждает, что в возрасте 13 лет потеряла близкого человека, в связи с чем решила посвятить свою жизнь спасению людей и стала пожарным. Изначально она хотела стать медиком, но у неё «не сложилось с химией». По основной профессии она является реабилитологом — специалистом в сфере адаптивной физкультуры, инструктором-методистом ЛФК. Она занимается с детьми-инвалидами и помогает людям восстановиться после травм. По второму образованию является инженером техносферной безопасности, окончила магистратуру по специальности «инженер-эколог», её магистерская диссертация была посвящена комбинированным методам пожаротушения. В свободное время занимается изготовлением букетов, работает артистом-аниматором.